# NGC 2398
NGC 2398 é uma galáxia anã na direção da constelação de Gemini. O objeto foi descoberto pelo astrônomo Edouard Stephan em 1885, usando um telescópio refletor com abertura de 31,5 polegadas. Devido a sua moderada magnitude aparente (+14,4), é visível apenas com telescópios amadores ou com equipamentos superiores.